# Tierra de Jorge V
|  |

La Tierra de Jorge V o Tierra de George V (en inglés, George V Land) es un sector de la costa de la Antártida Oriental reclamado por Australia como parte del Territorio Antártico Australiano, reclamación reconocida solo por algunos países y restringida por el Tratado Antártico. Según Australia se extiende entre el meridiano 136° Este, límite con el sector reclamado por Francia denominado Tierra Adelia, y el meridiano 155° Este, límite con la Tierra de Oates.
Otros países denominan a este sector de la Antártida como costa de Jorge V o costa del Rey Jorge V, asignándole límites diferentes, entre la punta Alden (66°48′S 142°02′E / -66.800, 142.033) en la entrada oeste de la bahía de la Commonwealth, límite con la costa Adelia de la Tierra de Wilkes, y el cabo Hudson (68°20′S 153°45′E / -68.333, 153.750) en el extremo norte de la península Mawson, límite con la costa Oates.

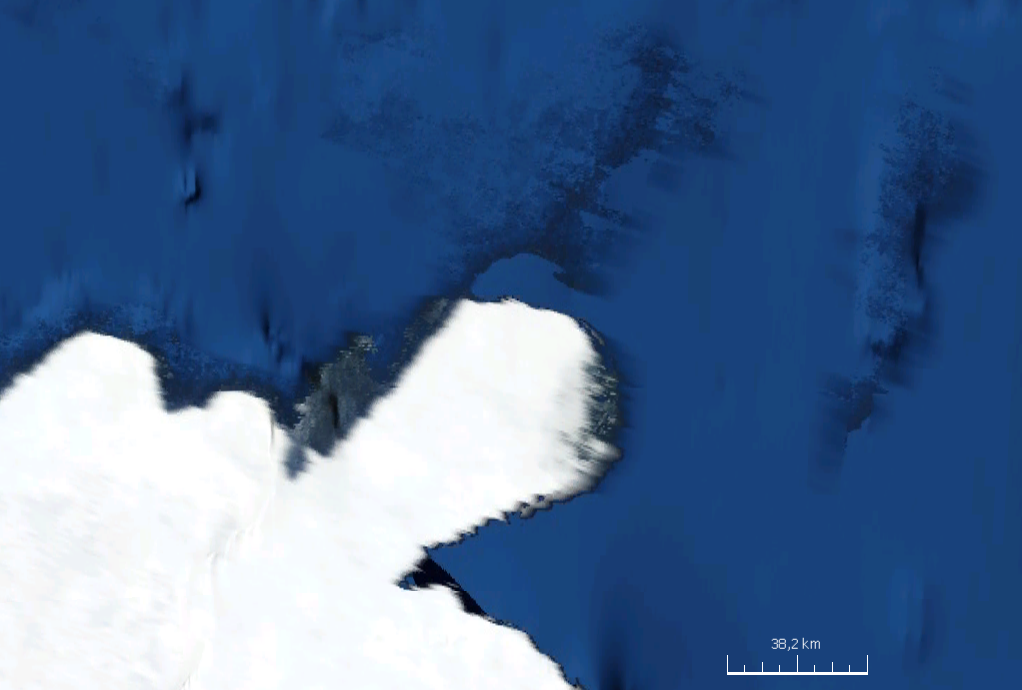
Lengua del glaciar Mertz.

El sector de la costa entre el cabo Freshfield y el cabo Hudson es ocupado por la barrera de hielo Cook. Los glaciares Mertz y Ninnis forman lenguas que se entienden sobre el mar. El sector marítimo costero que se extiende al oriente de los 150° E suele ser denominado mar de Somov.

## Historia
Esta costa fue explorada por los miembros de la Base Principal de la Expedición Antártica Australiana (1911-14), encabezada por Douglas Mawson, que la nombró en honor del rey Jorge V del Reino Unido.
68°30′S 148°0′E / -68.500, 148.000